# Carmen Hernández

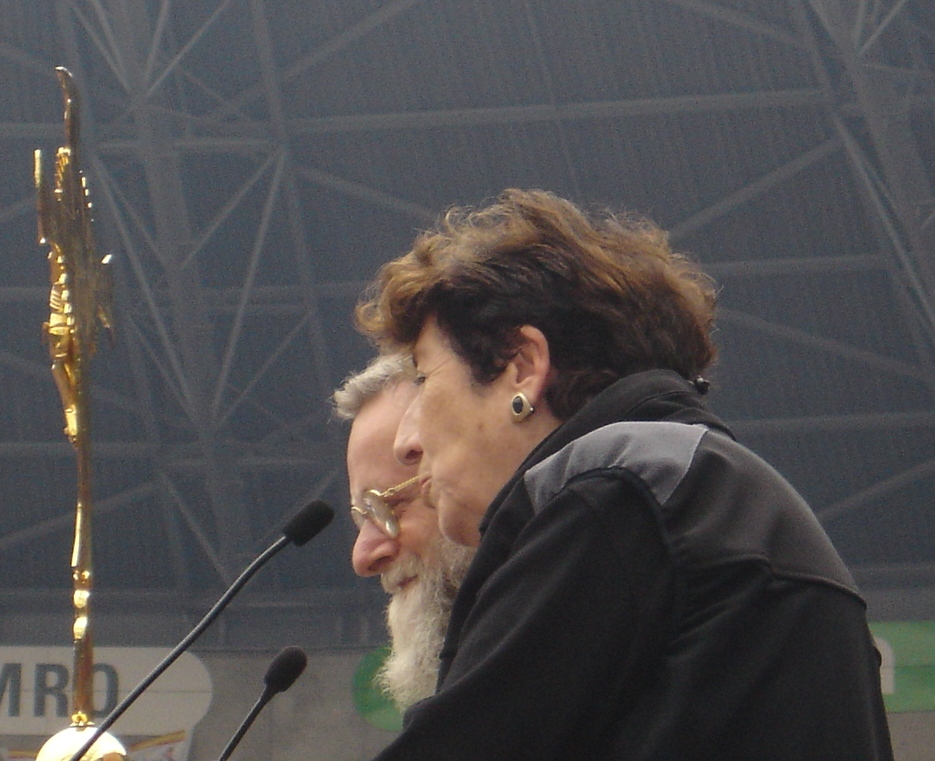
Carmen Hernández razem z
o. Mario Pezzi

María Carmen Hernández Barrera (ur. 24 listopada 1930 w Ólvega w Hiszpanii, zm. 19 lipca 2016 w Madrycie) – hiszpańska teolog doby soboru watykańskiego II, katechistka wędrowna. Razem z Kiko Argüello stała u początków Drogi Neokatechumenalnej. Jako członkini ekipy międzynarodowej współtworzyła to katolickie itinerarium wtajemniczenia chrześcijańskiego.

## Życiorys
Urodziła się 24 listopada 1930 r. w Ólvega, rodzinnej miejscowości matki, Clementy Barrera Isla. Wychowała się w Tudela w prowincji Nawarra, gdzie mieszkała jej rodzina. Carmen była piątym dzieckiem z dziewięciorga rodzeństwa. W 1945 r. ojciec Antonio Hernández Villar, by lepiej zarządzać rozwijającym się biznesem rodzinnym, przeniósł swą rodzinę do Madrytu, do mieszkania przy ul. Narvaéz 49. Carmen uczyła się w pobliskim kolegium Jesús y María przy ul. Juan Bravo w madryckiej dzielnicy Salamanca. Po otrzymaniu bakalaureatu, na życzenie ojca, który chciał jej powierzyć pieczę nad jedną z fabryk produkujących olej z oliwek, rozpoczęła studia chemiczne. Zakończyła je licencjatem w 1951 r. w wieku 21 lat. Osiągnąwszy pełnioletność, postanowiła pojść za swoim życiowym powołaniem, wypełnić odkryte w młodości powołanie do pracy misyjnej. Bez wiedzy ojca, wstąpiła do nowicjatu instytutu życia konsekrowanego o nazwie Misioneras de Cristo Jesús (Misjonarki Chrystusa Jezusa) w Javier – miejscowości związanej ze św. Franciszkiem Ksawerym, położonej stosunkowo blisko jej stron rodzinnych. Przyjęła habit 3 października 1954 r. W latach 1957−1960 studiowała teologię w Instytucie Sedes Sapientiae w Walencji, agregowanym do Papieskiego Instytutu „Regina Mundi” w Rzymie. W roku 1961 przeniosła się do Barcelony, gdzie studiowała teologię przez dwa lata. Pod wpływem wykładów o. Pedro Farnésa, zafascynowała się zwłaszcza liturgią, w kontekście przygotowywanej reformy liturgicznej soboru watykańskiego II. W sierpniu 1962 r. przed ślubami wieczystymi opuściła instytut. Następnie, w 1963 r. powędrowała z plecakiem do Ziemi Świętej, gdzie przebywała dwa lata. Była obecna w Nazarecie, gdy przybył tam papież Paweł VI.
W 1964 w slumsach Palomeras Altas na przedmieściach Madrytu spotkała Kiko Argüello, z którym podjęła pracę ewangelizacyjną wśród ubogich. Razem z nim – zainspirowana przez ideę misterium paschalnego odnowioną przez Sobór watykański II – dała początek i kształt  Drodze neokatechumenalnej. Ta posoborowa rzeczywistość kościelna stawia sobie za cel przywrócenie w diecezjach i parafiach katolickich formacji dorosłych typu katechumenalnego, na wzór wtajemniczenia chrześcijańskiego praktykowanego w Kościele pierwotnym. Była członkinią trzyosobowej Międzynarodowej Ekipy Odpowiedzialnej za Drogę (wraz z Kiko Argüello i o. Mario Pezzim) do końca życia. Według Kiko Argüello, od czasu jej podróży do Izraela w latach 1963-64 i Deklaracji Nostra aetate soboru watykańskiego II (1965 r.), Carmen Hernández odegrała fundamentalną rolę w długiej drodze zbliżenia i przyjaźni między Drogą Neokatechumenalną a narodem żydowskim.
W 2015 roku otrzymała doktorat honoris causa Katolickiego Uniwersytetu Ameryki w Waszyngtonie.
Zmarła 19 lipca 2016 r. w Madrycie w wieku 85 lat. Pochowana w grobie znajdującym się na terenie Seminarium Redemptoris Mater w Madrycie Alcobendas.

## Nauczanie
Carmen Hernández wygłosiła wiele katechez ukazujących drogę do dojrzałej wiary, do słuchania Słowa Bożego i do miłości Kościoła i jego liturgii. W katechezach i przemówieniach zawsze przypominała rolę kobiet w historii zbawienia. Mówiła, że biblijny Smok prześladuje kobietę, która ma w sobie łono, będące fabryką życia. Dlatego, według hiszpańskiej teolog, aborcja jest strasznym grzechem czyniącym matkę, która daje życie morderczynią samej siebie.

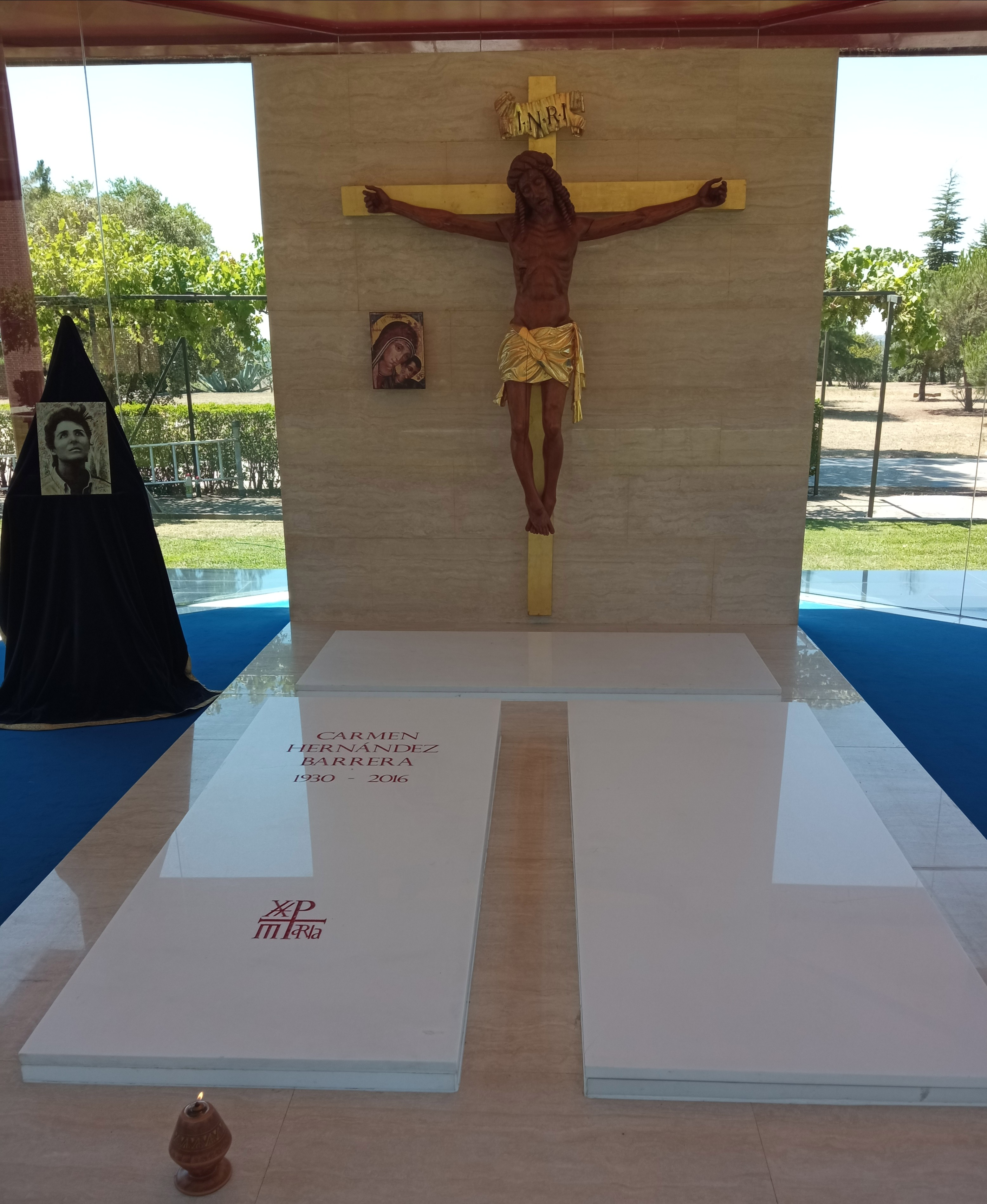
Grób Carmen Hernandez przy seminarium misyjnym „Redemptoris Mater” w Madrycie Alcobendas.

## Proces beatyfikacyjny
19 lipca 2021 r., w piątą rocznicę śmierci, podczas Eucharystii, której przewodniczył kardynał arcybiskup Madrytu Carlos Osoro w katedrze metropolitalnej Santa María la Real de la Almudena złożono oficjalnie prośbę o otwarcie diecezjalnej fazy procesu beatyfikacyjnego Carmen Hernández. Postulator tej fazy, Carlos Metola, zgromadził już ponad 16 tys. stron, w większości związanych z jej 50-letnią działalnością ewangelizacyjną w ramach Drogi neokatechumenalnej.